# 蒋璷
蒋璷（？—？），遵化人，是一名清朝政治人物。荫生出身。
蒋璷曾于接替陈于朝任福州府知府一职，由张怀德接任。